# Blackbirds
Die Blackbirds waren eine deutsche Beat- und Rockband aus dem saarländischen Püttlingen. Die Gruppe bestand in wechselnder Besetzung mehr als 50 Jahre, veröffentlichte zwei Studioalben und war lange Zeit als Coverband aktiv.

## Geschichte
Die Gruppe entstand 1965 aus einer Schülerband des Realgymnasiums Völklingen, Sänger war Werner Breinig, ein ehemaliges Mitglied der Regensburger Domspatzen. Nach dem ersten Auftritt am 1. Mai 1965 fanden regelmäßig Jugendtanz-Veranstaltungen in Püttlingen und Umgebung statt. Auf dem Programm der jungen Coverband standen Titel der Beatles, Kinks, Animals usw. Es folgten überregionale Auftritte in Frankreich, Belgien und Italien oder bei Beat-Wettbewerben. Über einen Kontakt durch ihren Manager Wolfgang Stein wurde 1968 das Debütalbum No Destination im Studio von Horst Jankowski in Stuttgart eingespielt. 1970 wurde die Band in der 1000. Radiosendung Hallo Twen von Manfred Sexauer zur beliebtesten Beatband des Saarlandes gekürt.
1971 wurde das zweite Album Touch of Music eingespielt. Dieses, im Kölner Rhenus-Studio unter Conny Plank produzierte Album, war mit langen Instrumentalparts nun dem Progressive Rock zuzuordnen.
Die Gruppe wurde nach einer erneuten Umbesetzung dann als Sixties-Coverband tätig. Es gab zahlreiche Auftritte bei Stadtfesten und Festivals in der Region. Ein Klassiker im Repertoire war stets Sherry Baby, im Original von The Four Seasons (Sherry, 1962), dieser wurde 1969 und 1982 als Single gepresst. 1991 erschien zum 25-jährigen Jubiläum das Coveralbum Past and Present.
2005/2006 wurde vom Label Long Hair Music die beiden Studioalben noch einmal als CD und Vinylalbum veröffentlicht. 2015 wurde mit einem Open Air im Püttlinger Jungenwald das 50-jährige Bestehen gefeiert.
2018 fand der letzte Auftritt der Band in Rahmen eines Porträts beim SR Fernsehen statt.

## Diskografie

### Alben
- 1968: No Destination
- 1971: Touch of Music
- 1991: Past and Present (Coveralbum)
- 1995: Handmade (Cover-EP)

### Singles
- 1968: No Destination
- 1969: Lead on Light
- 1970: Let’s Do it Together
- 1982: Sherry Baby (Cover)
- 1982: Ferry Cross the Mersey (Cover)
- 1984: Daniela (mit Tony Bomba)